# 永岡義久
永岡 義久（ながおか よしひさ、1932年〈昭和7年〉6月 - 2015年〈平成27年〉）は、日本の作家、文芸評論家。

## 概要
福岡県福岡市生まれ。学習院大学政経学部政治学科卒業。
大学生時代に学習院大学の聴講生だった久邇通子と出会い恋仲になる。この事が表沙汰になるのを家族に嫌われたからか久邇通子は1年で大学に通うのを辞め、月に2、3回隠れるようにデートしていた。久邇通子の親族は、永岡義久と久邇通子の結婚を許さなかった。この2人が付き合い始めて5年が経った頃に、久邇通子の父親であった久邇宮朝融王は肝硬変で倒れる。それから近親者の取り計らいで2人の結婚が決まる。意識不明の父の枕元で婚姻届を書く。その時の永岡義久は既にサラリーマンで、飯田橋のアパートで夫婦で暮らしていたが、同居をすれば性格の不一致が広まり4年で離婚する。離婚は結婚するときとは違い簡単にできた。永岡義久によって著された『もう一度、一緒にあの坂を』は大学時代の2人の思い出と思われる。
読売文化センターユニオンで武田勝彦に出会い私淑する。この縁で文芸評論家となり、文藝春秋などに論評を掲載。

## 著書
- 経営組織行動の研究[6]
- 日本橋トポグラフィ事典[7]
- もう一度、一緒にあの坂を[8]